# Cracca apollinea
Cracca apollinea là một loài thực vật có hoa trong họ Đậu. Loài này được (Delile) Lyons mô tả khoa học đầu tiên năm 1900.